# Mânjești, Iași
Mânjești este un sat în comuna Mogoșești din județul Iași, Moldova, România.